# Jimmy Forrest
James Robert Forrest (St. Louis, Misuri, 24 de enero de 1920 - Grand Rapids, Michigan, 26 de agosto de 1980) fue un saxofonista tenor norteamericano de jazz.
Sus primeros trabajos los desarrolló en el área de su ciudad natal, con las orquestas de Fate Marable y Dewey Jackson, para trasladarse, en 1940, a Nueva York. Allí se incorporó a la big band de Jay McShann, con quien estuvo hasta finales de 1942. Después trabajó con Andy Kirk (1943-1947) y Duke Ellington (1949-1950). De regreso a St. Louis, organiza su propia banda, con la que actúa dentro de la escena funky jazz, consiguiendo un gran éxito con el tema "Night Train" (1951), hasta que se incorpora al grupo de Harry Edison. Ocasionalmente, tocó con Miles Davis (primavera de 1952). Entre 1973 y 1978, toca en la big band de Count Basie, formando después un grupo con Al Grey, con el que permanecerá hasta su fallecimiento.
Oscilando entre el swing y el rhythm and blues con toques bop, Forrest poseía un sonido duro y rústico, muy típico de los tenoristas del Medio Oeste.

## Discografía

### Como líder
- 1951: Night Train  (United Artists Records)
- 1952: Live at the Barrel (Prestige)
- 1959: All the Gin is Gone (Delmark Records)
- 1960: Forrest Fire  (New Jazz)
- 1961: Out of the Forrest (Prestige)
- 1961: Sit Down and Relax with Jimmy Forrest (Prestige)
- 1961: Most Much (Prestige)
- 1962: Soul Street  (New Jazz)
- 1972: Black Forrest  (Delmark)
- 1982: Heart of the Forrest (Palo Alto Records/Muse Records)
- 1980: O.D. (Out 'Dere)  (Greyforrest)